# Horace Binney

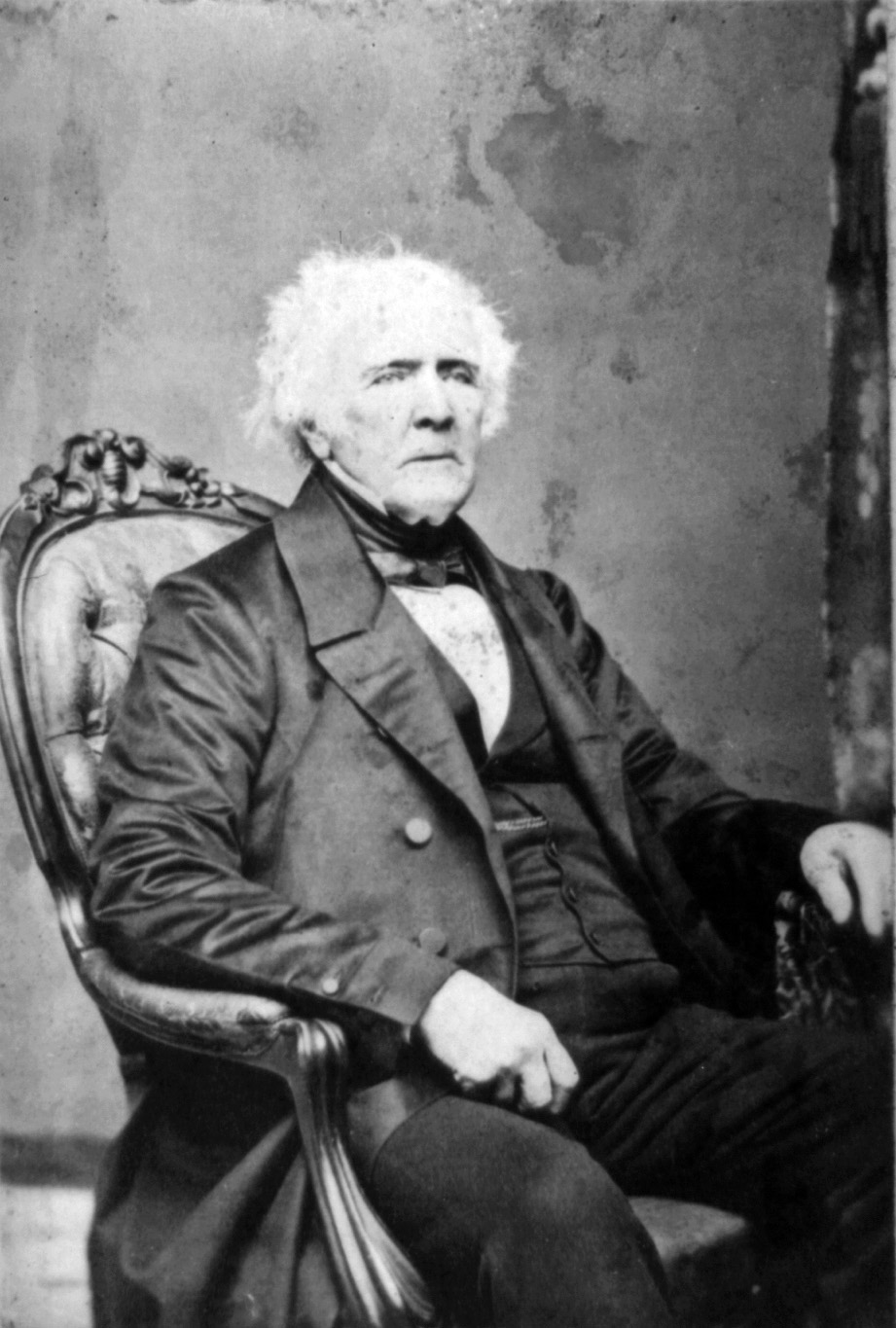
Horace Binney

Horace Binney (* 4. Januar 1780 in Philadelphia, Pennsylvania; † 12. August 1875 ebenda) war ein US-amerikanischer Politiker. Zwischen 1833 und 1835 vertrat er den Bundesstaat Pennsylvania im US-Repräsentantenhaus.

## Werdegang
Horace Binney besuchte drei Jahre lang eine klassische Schule in Bordentown (New Jersey). Danach studierte er bis 1797 an der Harvard University. Nach einem anschließenden Jurastudium und seiner im Jahr 1800 erfolgten Zulassung als Rechtsanwalt begann er in Philadelphia in diesem Beruf zu arbeiten. Gleichzeitig schlug er auch eine politische Laufbahn ein. In den Jahren 1806 und 1807 saß er als Abgeordneter im Repräsentantenhaus von Pennsylvania. Zwischen 1807 und 1814 veröffentlichte Binney sechs Bände mit Gerichtsurteilen des Obersten Gerichtshofs von Pennsylvania. Außerdem wurde er einer der Direktoren der United States Bank. In den 1820er Jahren schloss er sich der Bewegung gegen den späteren Präsidenten Andrew Jackson an und wurde Mitglied der kurzlebigen National Republican Party.
Bei den Kongresswahlen des Jahres 1832 wurde Binney im zweiten Wahlbezirk von Pennsylvania in das US-Repräsentantenhaus in Washington, D.C. gewählt, wo er am 4. März 1833 die Nachfolge von Henry Horn antrat. Da er im Jahr 1834 auf eine weitere Kandidatur verzichtete, konnte er bis zum 3. März 1835 nur eine Legislaturperiode im Kongress absolvieren. Seit dem Amtsantritt von Präsident Jackson im Jahr 1829 wurde innerhalb und außerhalb des Kongresses heftig über dessen Politik diskutiert. Dabei ging es um die umstrittene Durchsetzung des Indian Removal Act, den Konflikt mit dem Staat South Carolina, der in der Nullifikationskrise gipfelte, und die Bankenpolitik des Präsidenten.
Nach dem Ende seiner Zeit im US-Repräsentantenhaus zog sich Horace Binney aus der Politik zurück. Er praktizierte auch nur noch selten als Anwalt. Stattdessen schrieb er juristische Kommentare. 1867 wurde er in die American Academy of Arts and Sciences gewählt. Er starb am 12. August 1875 in Philadelphia.